# Daphne Hasenjäger
Daphne Lilian Evelyn Robb-Hasenjäger, južnoafriška atletinja, * 2. julij 1929, Pretoria, Južna Afrika.
Nastopila je na olimpijskih igrah v letih 1948 in 1952, ko je osvojila srebrno medaljo v teku na 100 m, v teku na 200 m je bila obakrat šesta. Na igrah Britanskega imperija je osvojila bronasto medaljo v teku na 220 jardov leta 1950.